# Bagira
 (mars 2021).
La mise en forme du texte ne suit pas les recommandations de Wikipédia : il faut le « wikifier ».
Les points d'amélioration suivants sont les cas les plus fréquents. Le détail des points à revoir est peut-être précisé sur la page de discussion.
- Les titres sont pré-formatés par le logiciel. Ils ne sont ni en capitales, ni en gras.
- Le texte ne doit pas être écrit en capitales (les noms de famille non plus), ni en gras, ni en italique, ni en « petit »…
- Le gras n'est utilisé que pour surligner le titre de l'article dans l'introduction, une seule fois.
- L'italique est rarement utilisé : mots en langue étrangère, titres d'œuvres, noms de bateaux, etc.
- Les citations ne sont pas en italique mais en corps de texte normal. Elles sont entourées par des guillemets français : « et ».
- Les listes à puces sont à éviter, des paragraphes rédigés étant largement préférés. Les tableaux sont à réserver à la présentation de données structurées (résultats, etc.).
- Les appels de note de bas de page (petits chiffres en exposant, introduits par l'outil «  Source ») sont à placer entre la fin de phrase et le point final[comme ça].
- Les liens internes (vers d'autres articles de Wikipédia) sont à choisir avec parcimonie. Créez des liens vers des articles approfondissant le sujet. Les termes génériques sans rapport avec le sujet sont à éviter, ainsi que les répétitions de liens vers un même terme.
- Les liens externes sont à placer uniquement dans une section « Liens externes », à la fin de l'article. Ces liens sont à choisir avec parcimonie suivant les règles définies. Si un lien sert de source à l'article, son insertion dans le texte est à faire par les notes de bas de page.
- La présentation des références doit suivre les conventions bibliographiques. Il est recommandé d'utiliser les modèles {{Ouvrage}}, {{Chapitre}}, {{Article}}, {{Lien web}} et/ou {{Bibliographie}}. Le mode d'édition visuel peut mettre en forme automatiquement les références.
- Insérer une infobox (cadre d'informations à droite) n'est pas obligatoire pour parachever la mise en page.

Pour une aide détaillée, merci de consulter Aide:Wikification.
Si vous pensez que ces points ont été résolus, vous pouvez retirer ce bandeau et améliorer la mise en forme d'un autre article.
Bagira est une commune du Sud-Kivu en République démocratique du Congo. Elle compte dix quartiers : Lumumba, Nyakavogo, Mulambula, Chikera, Chikonyi, Ciriri, Kanoshe, Mulwa, Buholo-Kasha et Chahi.

## Situation geographique
La commune de Bagira est située entre 1600 m et 2000 m d’altitude avec une altitude moyenne de 1500 m, 28°, 31°, 31° longitude Est, 2° de latitude Sud. Sa superficie est de 3 760 hectares, 65 ares et 25 Centiares soit 37,6 Km2.

## Limites territoriales: la commune de Bagira est limitée
- Au Nord : par la rivière Nyamuhinga, le lac Kivu et le territoire de Kabare
- Au Sud : par la commune d’Ibanda et le territoire de Kabare ;
- À l’Est : par le lac Kivu et les communes de Kadutu et Ibandan.
- À l’Ouest : par la rivière Nyakakungulwe et le Territoire de Kabare.

## Données démographiques
Statistiques de la population (2020)
| Catégories | Nombres |
| Hommes     | 300 422 |
| Femmes     | 198 618 |
| Total      | 499 040 |

- Ethnies : Bantous, Batua et Pygmées…
- Tribus : Bashi, Barega, Bavira, Babembe, Bafulero, Banyindu, Banande, Banyamulenge, Bahavu, Banyambala, Banyambiriri, Babofa, Bashwjahavu, Bashebeshe, Bashilubanda, Bashimzenda, Bakuta, Basikayale, Basikumbilwa, Basibugembe, Basikara

## Économie
Dans les quartiers Lumumba et Nyakavogo, l’activité connue est celle de l’occupation tertiaire (bureau, administration publique et sociétés) ainsi que dans le petit commerce. Tandis que la population du quartier unbano-rural de Kasha s’occupe principalement de l’agriculture et l'élevage, malgré la détérioration du sol et d’autres s’attelant à l’élevage. Les pâturages réservés au gros et petit élevage ont été envahis par les constructions anarchiques occasionnées par l’explosion démographique.
Les cultures vivrières pratiquées sont : haricot, manioc, maïs, patate-douces, pommes de terre, soja, igname, carottes, tomates…parmi ces activités agropastorales nous citons : l’élevage du porc, chèvre, vache…

## Divisions et subdivisions administratives
La commune de Bagira est subdivisée en 10 quartiers, 54 cellules et 142 avenue.

## Type des climats
- Alternance des saisons : la commune de Bagira connait deux saisons : la saison sèche et la saison de pluie qui est la plus longue car sa durée est de 8 mois.
- Variation de température : entre 22 et 26 °C
- Pluviométrie : abondante et régulière selon sa saison avec une quantité suffisante de :

1. Nature du sol : argilo sablonneux étant pauvre pour l’agriculture
2. Relief du sol : dans certains endroits constitués des collines et des vallées
3. Renseignements sur le sous-sol : ne disposent qu’aucune ressource naturelle à part les cailloux
4. Kilométrage des routes vitales

### Routes d’intérêt général
- Route principale allant du Centre-Ville vers l’aéroport jusqu’à la limite du Territoire de Kabare en passant par Bwindi nombre de Km : 7 nombre des ponts : 4, État : mauvais.

#### Routes d’intérêt provincial
- Route Chiri-Centre jusqu’à la limite avec la commune de Kadutu nombre de Km : 3, nombre de ponts : Néant, État : mauvais.
- Routes Chiri-Centre jusqu’à la limite avec le Territoire de Kabare à Ludaha en passant par Mulua, nombre de Km : 3, ponts : Néant. État : Bon.

##### Routes d’intérêt local
- Route Pharmakina-Kehero : en passant par Chikara jusqu’à la rivière Mugaba. Nombre de Km : 3,5, nombre de ponts : 1, État : mauvais ;
- Route Bralima-Mushekere en passant par les cellules Chwa et Nyabangere jusqu’à la rivière Nyakakngudwe, nombre de Km : 4, nombre des ponts : 4, État : mauvais
- Route Ciriri-Mushekere via Kanoshe jusqu’au bureau administratif de Kasha, nombre de Km : 4, nombre de ponts : 1 et État : mauvais
- Route Mushekere jusqu’à la rivière Mugaba par Chikonyi et Chikera, nombre de Km : 3,5, nombre des ponts : 2, État mauvais

Les routes d’intérêt local sont toutes en terre et sont entretenues par la commune dans le cadre des travaux communautaires. En dépit de ces travaux, il serait nécessaire que les autorités urbaines et provinciales s’impliquent dans les travaux de réhabilitation des tronçons routiers étant la seule voie de communication entre les différents quartiers de la commune ainsi que le relais à d’autres communes de la ville de Bukavu. Il convient de signaler que ces routes sont d’une grande importance pour la sécurité car elles relient deux bouts de la ville sans passer par la nationale N° 1.

### Végétation dominante
La végétation naturelle de la commune de Bagira est composée d’arbrisseaux et d’autres arbres rampants. Cependant on observe sur certaines collines des espaces dénudés qui sont à l’origine d’intenses érosions causant de multiples conséquences sur les populations et sur l’écosystème, le programme de la commune est celui de procéder rapidement au reboisement de toutes les collines et autres périmètres dans la commune et principalement dans l’ex. Commune urbano-rurale de Kasha.
Hydrographie : une partie de la commune de Bagira est longée par le lac Kivu (parties Est et Nord-Est) Aucun cours d’eau important n’existe dans la commune de Bagira hormis des ruisseaux : Chula, Mugaba, Wesha, etc. qui présentent des dangers en cas de déboisement de leurs lits.

## Personnalités liées à Bagira
- Jean-Marie Kititwa, un des pères de l'indépendance nationale[1], président ad interim du Zaïre, plusieurs fois ministre et ambassadeur. Il a été un des bourgmestres de cette commune emblématique de la ville de Bukavu.